# Frank Rosolino Quintet
Frank Rosolino Quintet est un album de Jazz West Coast du tromboniste Frank Rosolino. 

## Enregistrement

### Musiciens
La session d'enregistrement est interprétée par un quintet composé de:
- Frank Rosolino (tb), Richie Kamuca (ts), Vince Guaraldi (p), Monty Budwig (b), Stan Levey (d).

### Dates et lieux
- Hollywood, Los Angeles, Californie, juin 1957.

## Titres
| N°     | Titre                           | Compositeur                             | Durée |
| ------ | ------------------------------- | --------------------------------------- | ----- |
| Face 1 |                                 |                                         |       |
| 1.     | Cherry                          | Daniels, Gillespie                      |       |
| 2.     | Let's Make It                   | Frank Rosolini                          |       |
| 3.     | How Long Has This Been Going On | George Gershwin, Ira Gershwin           |       |
| 4.     | They Say                        | Stephan Weiss, Paul Mann, Edward Heyman |       |
|        |                                 |                                         |       |
| Face 2 |                                 |                                         |       |
| 5.     | Fine Shape                      | Frank Rosolino                          |       |
| 6.     | Fallout                         | Bill Holman                             |       |
| 7.     | Thou Swell                      | Richard Rodgers, Lorenz Hart            |       |
| 8.     | Tuffy                           | Frank Rosolino                          |       |

## Discographie
- 1957, Mode Records - MOD-LP #107 (LP)

## Référence
- Joe Quinn, Liner notes de l'album Mode Records, 1957.